# 镇赉县
镇赉县在吉林省西北部，洮儿河北岸，是白城市下辖的一个县，邻接黑龙江省和内蒙古自治区。縣人民政府駐镇赉镇永安西路407號。

## 历史沿革
清末置镇东县，1947年后与赉北县合并为镇赉县。

## 行政区划
镇赉县下辖7个镇、2个乡、2个民族乡：
镇赉镇、坦途镇、东屏镇、大屯镇、沿江镇、五棵树镇、黑鱼泡镇、哈吐气蒙古族乡、莫莫格蒙古族乡、建平乡、嘎什根乡、四方坨子农场、白音套海牧场、县种猪场、九龙山马场、莫莫格林场、大岗林场、国营渔场和到保农场。

## 人口
截至2020年11月1日零時，鎮賚縣常住人口217387人。